# 49

49(사십구)는 48보다 크고 50보다 작은 자연수다.

## 수학
- 합성수로, 그 약수는 1, 7, 49다. 진약수의 합은 8이므로, 49는 부족수다.
  - 17번째 반소수다. 앞의 반소수는 46, 다음 반소수는 51이다.
- 7번째 제곱수(72)다. 앞의 제곱수는 36, 다음 제곱수는 64다.
- {\displaystyle 49=13+17+19}
  - 연속하는 세 소수(素數)의 합으로 나타낼 수 있으며, 이 성질을 지닌 앞의 수는 41, 다음 수는 59다.
- {\displaystyle 49=6+15+28}
  - 연속하는 세 육각수의 합으로 나타낼 수 있으며, 이 성질을 지닌 앞의 수는 22, 다음 수는 88이다.

## 과학·기술
- 인듐(In)의 원자번호.
- 익스플로러 49호(영어판): 1973년에 발사된 NASA의 위성.
- NGC 49: 안드로메다자리 방향에 있는 렌즈형은하.

## 교통
- 고속도로
  - 유럽 고속도로 49호선(영어판): 독일 마그데부르크에서 오스트리아 빈까지 이어지는 유럽 고속도로.
  - 아우토반 49호선(영어판, 독일어판): 독일의 고속도로.
- 국도 제49호선
  - 일본 49번 국도: 후쿠시마현 이와키시에서 니가타현 니가타시 주오구까지 이어지는 일본의 국도.
- 기타 도로
  - 현도 제49호선

## 군사
- U-49: 독일의 군용 잠수함. 제1차 세계 대전에 사용된 1915년제 모델(영어판)과 제2차 세계 대전에 사용된 1939년제 모델(영어판)이 있다.

## 문화유산
- 대한민국의 국보 제49호: 예산 수덕사 대웅전
- 대한민국의 보물 제49호: 나주 동점문 밖 석당간
- 대한민국의 사적 제49호: 승주신성리성 (해제)[a]

## 방송
- 스카이라이프의 드라마큐브 채널 번호.
- 지니 TV의 시네마천국 채널 번호.
- B tv의 채널뷰 채널 번호.
- U+ TV의 더 무비 채널 번호.
- LG헬로비전의 SBS 라이프 채널 번호.
- B tv 케이블의 SBS 펀E 채널 번호.
- KT HCN의 tvN 드라마 채널 번호.

## 작품
- 《49일》: 2011년 3월 16일부터 5월 19일까지 SBS에서 방영된 드라마.
- 《49》: 2013년 10월 5일부터 12월 28일까지 닛폰 TV에서 방영된 드라마.

## 기타
- 날짜: 4월 9일
- 연도: 49년, 기원전 49년

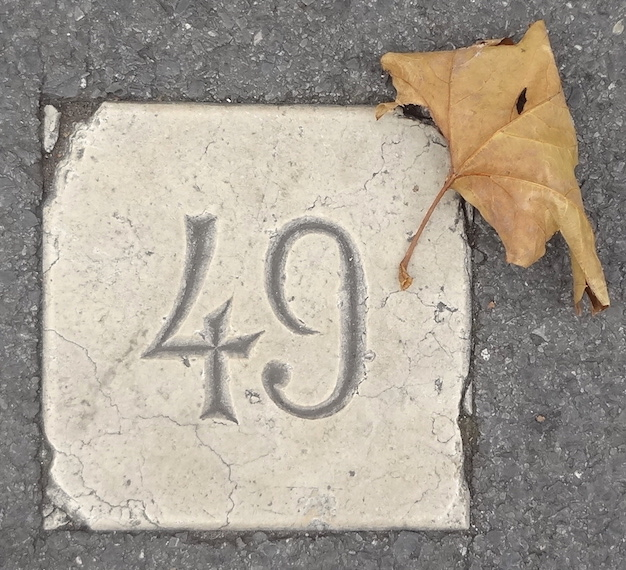

- 불교식 제사의례로, 사후 49일차에 치르는 사십구재가 있다.
- 포티나이너스
- 샌프란시스코 포티나이너스
- 일본어에서 “죽을 만큼의 괴로움”을 뜻하는 단어 ‘시쿠(死苦)’, “매우 급함”을 뜻하는 단어 ‘시큐(至急)’의 숫자 고로아와세.
  - 일본어에서 49가 “죽을 만큼의 괴로움”을 뜻하는 ‘시쿠(死苦)’와 발음이 같기 때문에, 일본에서는 숫자 49를 불길하게 여긴다. 같은 이유로, 일본의 자동차 번호판은 희망번호 신청제도에 의한 신청이 있는 경우를 제외하고는 두 자리가 “49”인 것은 지정되지 않는다. (42번도 해당되며, 주일 미군 차량은 제외)

### 내용주
1. ↑  1997년 1월 1일부로 사적 지정 해제되었으며, 이후 1999년 2월 26일에 전남 기념물로 재지정되었다.